# Metatrichia asiatica
Metatrichia asiatica är en tvåvingeart som beskrevs av Nina Krivosheina 1999. Metatrichia asiatica ingår i släktet Metatrichia och familjen fönsterflugor.
Artens utbredningsområde är Turkmenistan. Inga underarter finns listade i Catalogue of Life.